# Cupiennius foliatus
Cupiennus foliatus là một loài nhện trong họ Ctenidae.
Loài này thuộc chi Cupiennius. Cupiennius foliatus được Frederick Octavius Pickard-Cambridge miêu tả năm 1901.